# Mariama Gaye
Mariama Gaye, född 3 december 1993 i Gambia, är en svensk fotomodell som medverkat i Vogue och Elle.

## Biografi
Gaye föddes i Gambia 1993. Hon kom till Sverige som sexåring tillsammans med sin mamma och bosatte sig i Uppsala. Där gick hon gymnasiet på Lundellska skolan. Efter gymnasiet levde Gaye som hemlös på olika härbärgen under några månader.
Parallellt med sin modellkarriär studerade Gaye juridik vid Uppsala universitet. Hon arbetar (2024) med frågor om barn och unga vid socialtjänsten.
Gaye har två barn, ett tvillingpar, tillsammans med en tidigare pojkvän.

### Modellkarriär
Gaye startade sin modellkarriär vid 25 års ålder och var efter ett år med i Elle och Vogue. Hon gick med i MIKAs. Hon har sedan dess gått på flera modevisningar, inklusive Stockholm Fashion Week i augusti 2021, där hon gjorde två olika shower varav en visades också på London Fashion Week. Hon har också medverkat i flera Vogue-fotograferingar, inklusive en fotografering i Danmark i mars 2022. I april 2022 gick hon på catwalken på Elle-galan i Sverige.